# Helena Diwiejewska
Helena Diwiejewska, imię świeckie Jelena Wasiliewna Manturowa – święta mniszka prawosławna. 
Pochodziła z rodziny szlacheckiej. W wieku siedemnastu lat, będąc dotąd mało religijną osobą, przeżyła nagłe nawrócenie i złożyła Matce Bożej prywatny ślub rezygnacji z zamążpójścia i wstąpienia do monasteru. Została uczennicą duchową późniejszego świętego, mnicha Serafina z Sarowa, który dopiero po trzech latach udzielił jej błogosławieństwa na wstąpienie do klasztoru w Diwiejewie i złożenie ślubów w riasofor. Opiekujący się monasterem mnich kilkakrotnie sugerował, by mniszka Helena złożyła śluby wieczyste i została przełożoną wspólnoty, ta jednak odmawiała. Przyjęła jedynie funkcję ryzniczej – zakonnicy odpowiedzialnej w klasztorze za szaty duchowne. 
W 1823 brat mniszki Heleny, Michaił, również pozostający pod duchową opieką Serafima, ciężko zachorował. Mnich zwrócił się wówczas do Heleny, mówiąc jej, że może oddać swoje życie za brata. Zapowiedział jej, że po śmierci natychmiast trafi do nieba. Helena poprosiła go o błogosławieństwo, po czym w ciągu kilku godzin nagle zachorowała. Miała dostąpić wówczas widzeń Matki Bożej i zobaczyć niebo. Po kilku dniach mniszka Helena zmarła, natomiast jej brat został uzdrowiony. W czasie pogrzebu zakonnicy Serafim przekonywał inne siostry, by nie opłakiwały jej, lecz cieszyły się, że została zbawiona; twierdził, że dostąpił widzenia, w czasie którego dusza zmarłej wstępowała do nieba, przyjmowana przez cherubiny i serafiny. 